# Villalvernia
Villalvernia är en ort och kommun i provinsen Alessandria i regionen Piemonte i Italien. Kommunen hade 892 invånare (2018).